# أوسكار ماغانيا
أوسكار ماغانيا (بالإسبانية: Oscar Magaña Vásquez)‏ هو مدرب كرة قدم ولاعب كرة قدم تشيلي في مركز الدفاع، ولد في 3 يوليو 1987 في سانتياغو في تشيلي. لعب مع ديبورتيس ماجالانز.

## وصلات خارجية
- أوسكار ماغانيا على موقع Soccerway.com (الإنجليزية)